# Dyschirius agnatus
Dyschirius agnatus – gatunek chrząszcza z rodziny biegaczowatych i podrodziny grzebielników.

## Taksonomia
Gatunek ten opisany został po raz pierwszy w 1844 roku przez Wiktora Moczulskiego.

## Morfologia
Chrząszcz o mocno wydłużonym ciele długości od 3,8 do 5,7 mm, z wierzchu ubarwionym metalicznie ciemnobrązowo, rzadziej metalicznie zielono, niebiesko lub czarno. Głowa ma nadustek pozbawiony zęba pośrodku przedniej krawędzi. Czułki są brązowoczerwone z dłuższymi niż szerokimi, niezgrubiałymi, przyciemnionymi lub nie członami wierzchołkowymi. Barwa głaszczków również jest brązowoczerwona. Obrzeżenie boków przedplecza wyraźnie sięga ku tyłowi do tylnego chetoporu (punktu szczecinkowego). Pokrywy są szersze niż u D. politus, o wypukłych, zwłaszcza u podstawy, międzyrzędach i aż po szczyt dobrze widocznych, wyraźnie punktowanych rzędach. Powierzchnie pokryw mają po jednym chetoporze przypodstawowym, po jednym chetoporze zabarkowym, od jednej do trzech (zazwyczaj dwie) pary chetoporów dyskalnych oraz po dwa, a rzadziej po jednym chetoporze przedwierzchołkowym. Podstawa pokryw jest nieobrzeżona, z wyjątkiem bezpośredniej okolicy chetoporu przypodstawowego cechująca się niemal lustrzanym połyskiem. Przed chetoporem dyskanym zwykle występuje guzek. Skrzydła tylnej pary są w pełni wykształcone. Odnóża są czerwonobrązowe z przyciemnionymi udami. Te pierwszej pary są grzebne i mają golenie o niewyraźnym i stępionym dolnym spośród ząbków krawędzi zewnętrznej oraz zwykle o wyraźnie zakrzywionej i dłuższej od kolca wierzchołkowego ostrodze, aczkolwiek wyjątkowo zdarzają się osobniki o ostrodze krótkiej i prostej.

## Ekologia i występowanie
Owad rozmieszczony od nizin do przedgórzy. Zasiedla niezacienione pobrzeża wód płynących o podłożu ilastym lub piaszczysto-gliniastym oraz niezarośnięte glinianki. Żyje w wykopanych w glebie norkach. Poluje na drobne bezkręgowce.
Gatunek palearktyczny. W Europie znany jest z Hiszpanii, Francji, Niemiec, Szwajcarii, Austrii, Włoch, Polski, Czech, Słowacji, Węgier, Ukrainy, Mołdawii, Rumunii, Bułgarii, Słowenii, Chorwacji, Bośni i Hercegowiny, Serbii, Czarnogóry, Albanii, Macedonii Północnej, Grecji oraz europejskich części Rosji i Turcji. W Afryce Północnej zamieszkuje Maroko. W Azji podawany jest z anatolijskiej części Turcji, Gruzji, Azerbejdżanu, Iraku, Iranu i Kazachstanu.